# Kenneth MacKenna
Kenneth MacKenna, nato Leo Mielziner Jr. (Canterbury, 19 agosto 1899 – Glendale, 15 gennaio 1962), è stato un attore e regista statunitense.

## Vita privata
È stato sposato con le attrici Kay Francis dal 1931 al 1934 e Mary Philips.

## Filmografia parziale

### Attore
- La perla di Hawaii (South Sea Rose), regia di Allan Dwan (1929)
- Sin Takes a Holiday, regia di Paul L. Stein (1930)
- Il sottomarino (Men Without Women), regia di John Ford (1930)
- Good Sport, anche regista (1931)
- In due è un'altra cosa (High Time), regia di Blake Edwards (1960)
- Vincitori e vinti (Judgment at Nuremberg), regia di Stanley Kramer (1961)

### Regista
- Always Goodbye (1931)
- The Spider (1931)
- Good Sport (1931)
- Careless Lady (1932)
- Walls of Gold (1933)
- Sleepers East (1934)